# Kermes viridis
Kermes viridis är en insektsart som först beskrevs av Borchsenius 1960.  Kermes viridis ingår i släktet Kermes och familjen eksköldlöss. Inga underarter finns listade i Catalogue of Life.